# Alexei Andrejewitsch Mirantschuk
Alexei Andrejewitsch Mirantschuk (russisch Алексей Андреевич Миранчук; FIFA-Schreibweise nach englischer Transkription Aleksei Andreyevich Miranchuk; * 17. Oktober 1995 in Slawjansk-na-Kubani, Region Krasnodar) ist ein russischer Fußballspieler auf der Position des Mittelfeldspielers. Seit Juli 2024 spielt er bei Atlanta United. Sein Zwillingsbruder Anton ist ebenfalls Fußballspieler.

## Karriere

### Verein
Nachdem er in seiner Jugend bei Spartak Moskau gespielt hatte, wechselte Mirantschuk 2011 zu Lokomotive Moskau. Dort setzte er sich in den folgenden Jahren durch und ist nun Teil der Stammelf. 2015 wurde er mit seinem Verein russischer Pokalsieger. Danach folgten immer mehr Titel und Mirantschuk wurde zu einem wichtigen Bestandteil von Lok Moskau.
Nach Station bei Atalanta Bergamo und einer Leihe zum FC Turin wechselte er im Juli 2024 zu Atlanta United.

### Nationalmannschaft
Am 7. Juni 2015 wurde Mirantschuk von Fabio Capello zum ersten Mal in der A-Nationalmannschaft im Freundschaftsspiel gegen Belarus eingesetzt und schoss dabei auch sein erstes Tor. Zur Fußball-Europameisterschaft 2021 wurde er von Stanislaw Tschertschessow in den Kader Russlands berufen, kam aber mit diesem nicht über die Gruppenphase hinaus.

## Erfolge
- Russischer Meister: 2018
- Russischer Pokalsieger: 2015, 2017, 2019
- Russischer Supercupsieger: 2020
- Europa-League-Sieger: 2024